# 360 Kozacki Pułk Grenadierów
360 Kozacki Pułk Grenadierów (niem. Kosaken-Grenadier Regiment 360, ros. 360-й казачий гренадерский полк) – kolaboracyjna jednostka wojskowa złożona z Kozaków podczas II wojny światowej
Do jesieni 1942 r. w miejscowości Szepietówka Niemcy sformowali z Kozaków siedem pułków kawalerii. 6 Mieszany Pułk Kozacki i 7 Mieszany Pułk Kozacki były skierowane do walki z partyzantką na tyłach 3 Armii Pancernej. W poł. stycznia 1943 r. I i II dywizjony 6 Mieszanego Pułku Kozackiego zostały przekształcone w 622 Batalion Kozacki i 623 Batalion Kozacki, zaś I i II dywizjony 7 Mieszanego Pułku Kozackiego w 624 Batalion Kozacki i 625 Batalion kozacki. Wszystkie cztery bataliony podporządkowano sztabowi wschodnich wojsk specjalnego przeznaczenia nr 703, a następnie utworzono z nich 750 Wschodni Pułk Specjalnego Przeznaczenia. Jego dowódcą został bałtycki Niemiec i b. oficer armii carskiej mjr Ewald von Renteln.
Bataliony uczestniczyły w operacjach antypartyzanckich w rejonie Dorohobuża i Wiaźmy, zaś od lutego do czerwca 1943 r. w rejonie Witebsk-Połock-Lepel. Jesienią tego roku 750 Pułk przeniesiono do okupowanej Francji, gdzie został rozdzielony na 2 części. 622 i 623 Bataliony Kozackie wraz z 638 Kozacką Kompanią Zmotoryzowaną i dwoma bateriami artylerii pod dowództwem mjr. E. von Rentelna włączono w skład 708 Dywizji Piechoty Wehrmachtu jako 750 Kozacki Pułk Grenadierów. Natomiast 624 i 625 Bataliony Kozackie weszły w skład 344 Dywizji Piechoty jako trzecie bataliony jej pułków.
W kwietniu 1944 r. 750 Pułk został przemianowany na 360 Kozacki Pułk Grenadierów. Jego zadaniem była ochrona umocnień wybrzeża francuskiego w rejonie Bordeaux w ramach Wału Atlantyckiego (pułk był rozmieszczony batalionami), Kozacy zwalczali też francuski ruch oporu. W związku z ofensywą wojsk alianckich pułk w sierpniu i wrześniu 1944 r. wycofywał się w stronę niemieckiej granicy w walce z partyzantami. Od jesieni 1944 r. do stycznia 1945 r. walczył przeciw Amerykanom w górach Schwarzwaldu. Pod koniec stycznia wraz z 5 kozackim pułkiem szkoleniowo-rezerwowym przybył do Austrii nad granicę ze Słowenią. W marcu wszedł w skład nowo formowanej 3 Kozackiej Dywizji Pieszej w ramach XV Kozackiego Korpusu Kawalerii SS.
Część kozackich żołnierzy 360 pułku nosiła na lewym rękawie munduru specjalną odznakę w kształcie srebrnego profilu czołgu z literą "F". Była ona przyznana tym Kozakom, którzy służyli wcześniej w składzie niemieckiej 5 Dywizji Pancernej i zasłużyli się w walkach w rejonie Rżewa.